# Campionati africani di lotta 2001
I campionati africani di lotta 2001 sono stati la 17ª edizione della manifestazione continentale organizzata dalla FILA. Si sono svolti nell'aprile 2001 a El Jadida, in Marocco. 

## Podi

### Uomini

#### Lotta libera
| Evento | Oro                                | Argento                        | Bronzo                          |
| 54 kg  | Shaun Williams Sudafrica           | Mohamed Zekri Marocco          | Faisal Laater Tunisia           |
| 58 kg  | Mohamed Amine Benhammadi Algeria   | Hassan Gouzi Tunisia           | Abd El Latif El Rachidi Marocco |
| 63 kg  | Farid Hanoun Algeria               | Hermann Kouadio Costa d'Avorio | Abdel Khadr Jaidi Tunisia       |
| 69 kg  | Jabeur Dridi Tunisia               | Wynand Jacobs Namibia          | Ali Belkchairi Marocco          |
| 76 kg  | Matar Sene Senegal                 | Djabeli Tunisia                | Rami Marocco                    |
| 85 kg  | Leon Francois Groenewald Sudafrica | Mohamed Ali Bouzaiane Tunisia  | Nico Jacobs Namibia             |
| 97 kg  | Mohammed Ali M'Barek Tunisia       | Duane van Staden Sudafrica     | Moundor Diouf Senegal           |
| 130 kg | Antoine Bakhoun Senegal            | Mohamed Basri Marocco          | Sofiane Akrout Tunisia          |

#### Lotta greco-romana
| Evento | Oro                       | Argento                    | Bronzo                     |
| 54 kg  | Walid Nefzi Tunisia       | Mohamed Saadi Algeria      | Mohamed Bouazzaoui Marocco |
| 58 kg  | Mohamed Zoghbi Algeria    | Taoufik Hosni Tunisia      | Abdelkarim Krikbou Marocco |
| 63 kg  | Abdelhak Saidouni Algeria | Mahkaoui Redouane Marocco  | Mohamed Barguaoui Tunisia  |
| 69 kg  | Mohamed Mahraoui Tunisia  | Belgacem Gammougui Tunisia | Ernst Bellingan Sudafrica  |
| 76 kg  | Sofiane Ouadjnia Algeria  | Badreddine Amdouni Tunisia | Badra Marocco              |
| 85 kg  | Amor Bach Hamba Tunisia   | Mohamed Smiry Marocco      | Ikus Conrasie Namibia      |
| 97 kg  | Mustapha Bouari Marocco   | Steven van Eeden Sudafrica | Abidi Tunisia              |
| 130 kg | Omrane Ayari Tunisia      | Mohamed Basri Marocco      |                            |

### Donne

#### Lotta libera
| Evento | Oro                           | Argento                       | Bronzo                                     |
| 46 kg  | Faiza Bejaoui Tunisia         | Rajib Rajaa Marocco           | Simphiwe Mpungose Sudafrica                |
| 51 kg  | Eveline Diatta Senegal        | Nour El Houda Bejaoui Tunisia | Ahawi Amal Imani Marocco                   |
| 56 kg  | Salma Ferchichi Tunisia       | Isabelle Sambou Senegal       | Stéphanie N'Guessan Kouassi Costa d'Avorio |
| 62 kg  | Rim Garram Tunisia            | Jacqueline Biaye Senegal      | Asmaa Eddahar Marocco                      |
| 68 kg  | Marie Nicole Diédhiou Senegal | Kaouthmen Ghanmi Tunisia      | Latifa Rassam Marocco                      |
| 75 kg  | Saida Riabi Tunisia           | Euphrasie Sambou Senegal      | Abd El Latif El Rachidi Marocco            |

## Medagliere
La nazione ospitante è evidenziata.
| Pos.   | Paese          | Oro | Argento | Bronzo | Totale |
| ------ | -------------- | --- | ------- | ------ | ------ |
| 1      | Tunisia        | 9   | 8       | 5      | 22     |
| 2      | Algeria        | 5   | 1       | 0      | 6      |
| 3      | Senegal        | 4   | 3       | 1      | 8      |
| 4      | Marocco        | 2   | 6       | 10     | 18     |
| 5      | Sudafrica      | 2   | 2       | 2      | 6      |
| 6      | Namibia        | 0   | 1       | 2      | 3      |
| 7      | Costa d'Avorio | 0   | 1       | 1      | 2      |
| Totale | Totale         | 22  | 22      | 21     | 65     |